# 安東尼·貝雷佐夫斯基
安东尼·貝雷佐夫斯基（波蘭語：Antoni Berezowski；1847年5月9日—1916年），波兰民族主义者，试图暗杀俄罗斯皇帝亚历山大二世未遂。
生於波蘭東部（今乌克兰西北部）沃伦地区的一個波兰前贵族貧困家庭，雙親教授音乐。1863年，16岁的安東尼参與一月起義，為波兰反抗帝俄的统治。1865年，移居巴黎並在一家金属加工车间工作。

## 外部鏈接
- http://db.generiques.org/biographie/?bio=el&row=97%5B%5D
- Berezowski Antoni – 百科全书 PWN，位于 encyklopedia.pwn.pl
- Berezowski Antoni - WIEM, darmowa 百科全书的存檔，存档日期2011-06-06.
- Корреспонденции газеты “Северная почта” по поводу покушения на Александра II 1867 年5月25日 （页面存档备份，存于）
- 伊万·帕夫丁。 （页面存档备份，存于） Березовский на российского императора совершил Березовский （页面存档备份，存于）
- Д。 （页面存档备份，存于） Шерих。 （页面存档备份，存于） Березовский метил в царя （存档于2009-10-25）
- Березовский Антон Иосифович//Биография.韓 Archive.today的存檔，存档日期2012-12-21